# Bolaños de Calatrava
Bolaños de Calatrava – gmina w Hiszpanii, w prowincji Ciudad Real, w Kastylii-La Mancha, o powierzchni 87,89 km². W 2011 roku gmina liczyła 12 233 mieszkańców.